# Bibliotecas Municipales de Salamanca

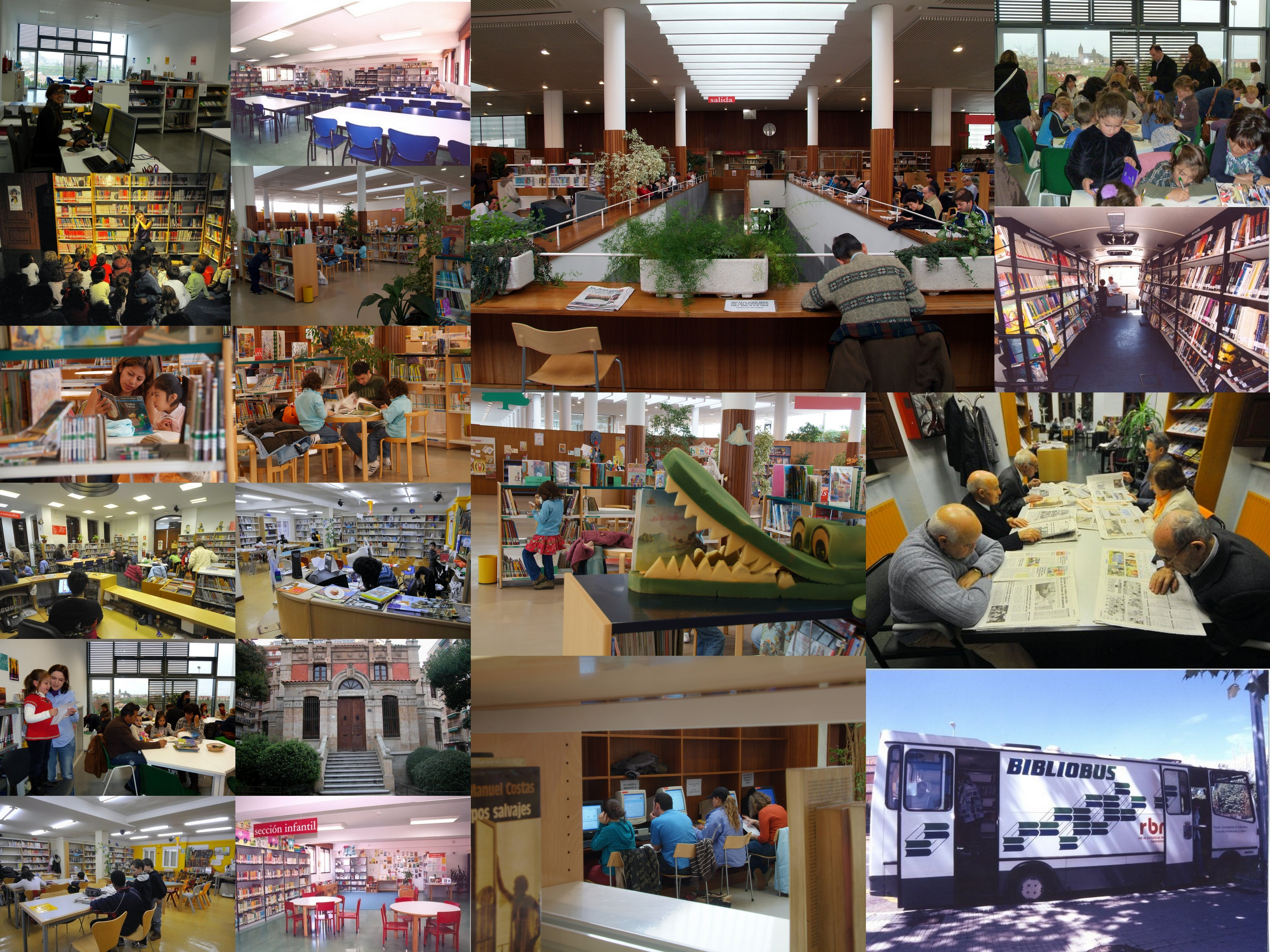
Bibliotecas Municipales de Salamanca

La Red de Bibliotecas Municipales de Salamanca depende del Ayuntamiento de Salamanca y está formada por seis bibliotecas municipales. La biblioteca cabecera es la Torrente Ballester, en el barrio de Chinchibarra, inaugurada en 1999.

## Historia

### Creación: septiembre de 1981
Se crea la Casa Municipal de Cultura de Salamanca, con el objetivo de diseñar y poner en marcha un programa de animación cultural trabajando desde distintas áreas: teatro, cine, música, animación a la lectura, etc.

### Consolidación (1981-1987)
Periodo de desarrollo y consolidación de la Biblioteca Municipal como un servicio independiente de lectura y gestión cultural.
1982. Se crea un pequeño espacio o depósito de libros especializados como apoyo bibliográfico a los monitores que trabajan en los distintos talleres y para todos los usuarios que participan en ellos. Poco a poco este espacio ampliará sus fondos con libros de contenido eminentemente literario y se inicia un pequeño servicio de préstamo de libros para adultos y niños. 

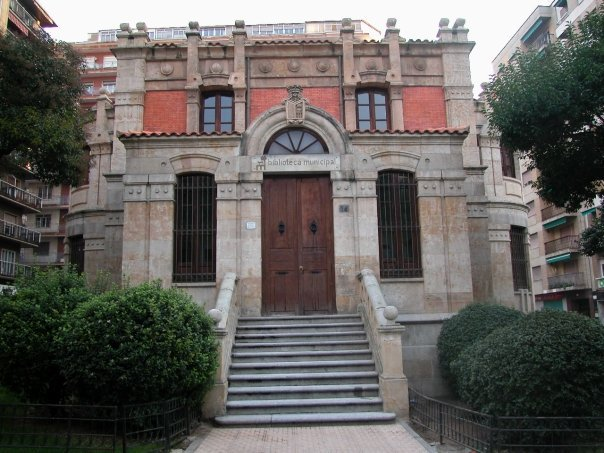
Biblioteca Gabriel y Galán

1982 Se abren Talleres de lectura en distintos barrios de la ciudad: La Vega, Chamberí, Vidal y Pizarrales.
1984. Se inicia un servicio de préstamo de libros e Información en el Mercado Central de Abastos dirigido a un público adulto que normalmente tiene dificultades para acercarse a las bibliotecas. 

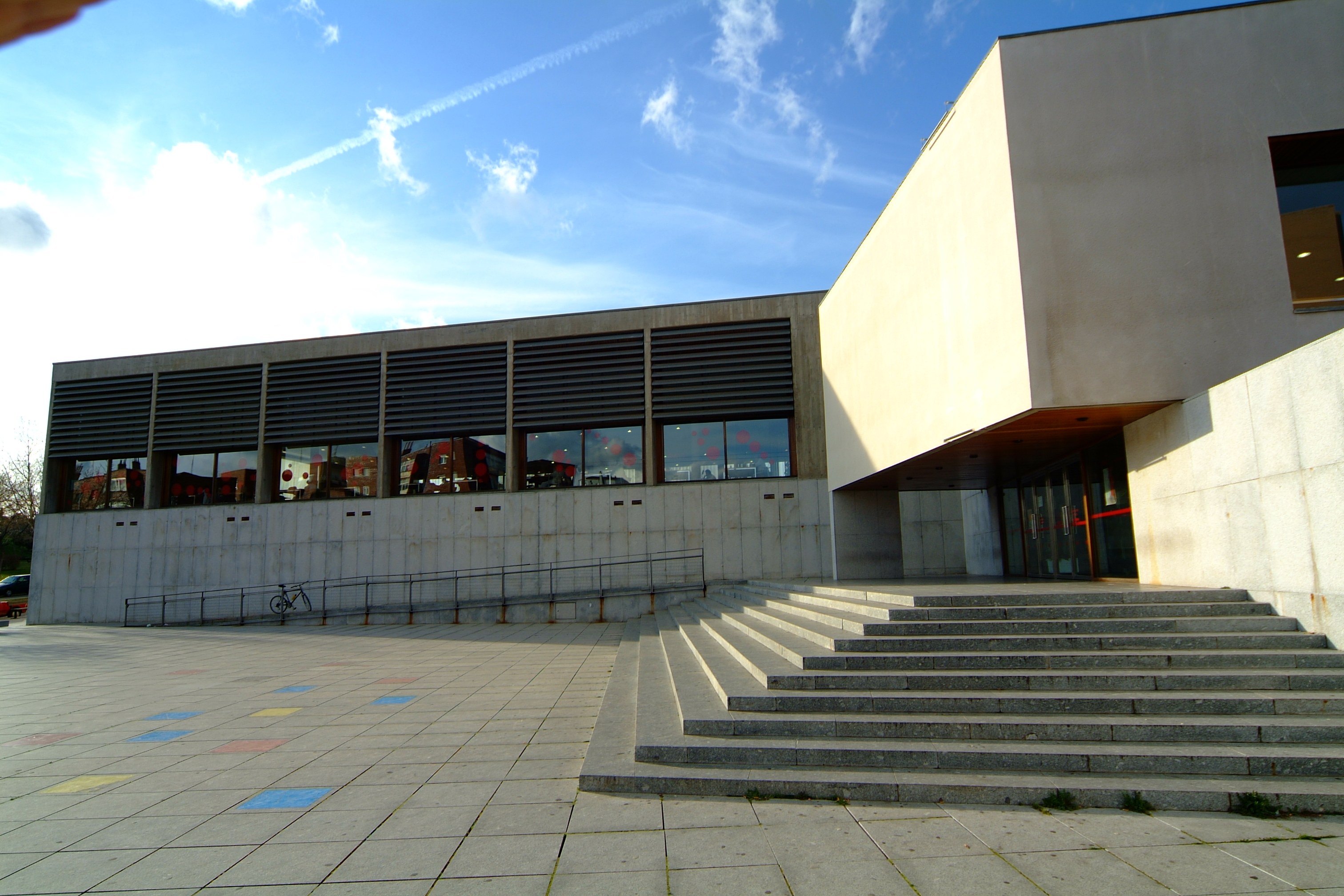
Biblioteca Torrente Ballester

1985. La Biblioteca se traslada a otras dependencias mientras se remodela el edificio que había sido Casa de Cultura para adaptarlo a su nuevo uso, como sede de la Biblioteca Municipal de Salamanca.
1987. Se inaugura la Biblioteca Municipal de Salamanca como un nuevo servicio dentro del organigrama municipal, con partida presupuestaria y personal propio desde el que se gestiona y coordinan todos los espacios municipales de lectura. Esta nueva biblioteca cuenta con 3 plantas y desde ella se ofrecen nuevos servicios: préstamo, consulta y estudio para niños y adultos y un programa estable de actividades culturales. 

### Expansión (1988-2024)
1988. Se pone en funcionamiento de forma experimental, en colaboración con la Junta de Castilla y León, un servicio de Bibliobús para los barrios periféricos de la ciudad. 

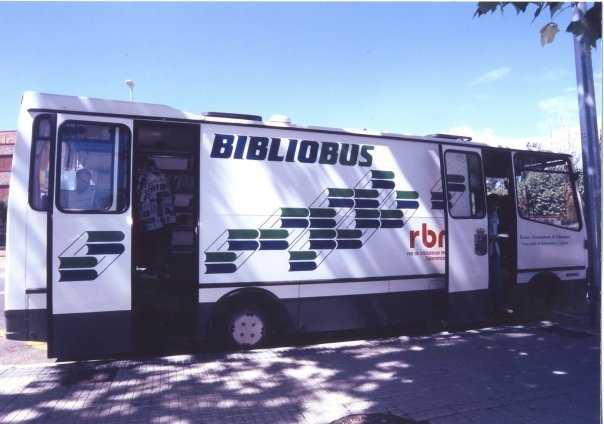
Bibliobús

1989. Se elabora un proyecto para crear una red de Bibliotecas Municipales que cubra las necesidades de toda la ciudad.
1998. Se inaugura la Biblioteca del antiguo Centro Cultural Miraltormes, actual Centro Municipal Integrado Plaza de Trujillo, en el Barrio de El Rollo, que cuenta con una sección de consulta y de préstamo de libros para niños y adultos. 

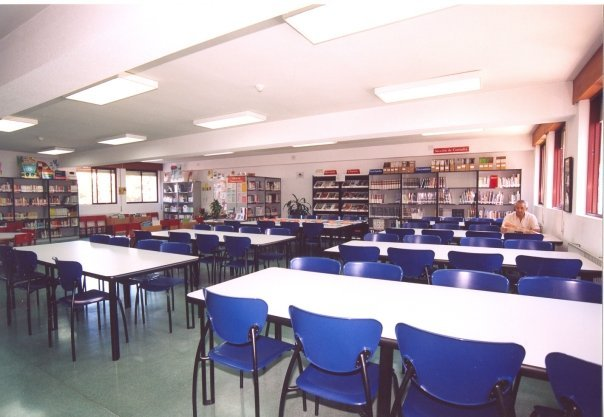
Sala de adultos Biblioteca Plaza de Trujillo

1999. Inauguración de la Biblioteca Pública Municipal Torrente Ballester, que será la cabecera de la red de Bibliotecas Municipales.
2006. Remodelación de la Biblioteca del Barrio Vidal. 

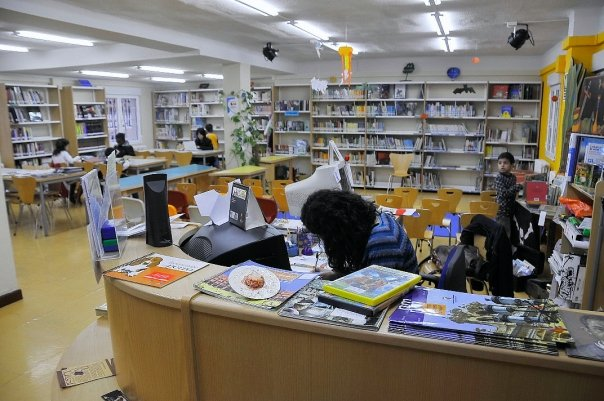
Biblioteca Municipal de Vidal

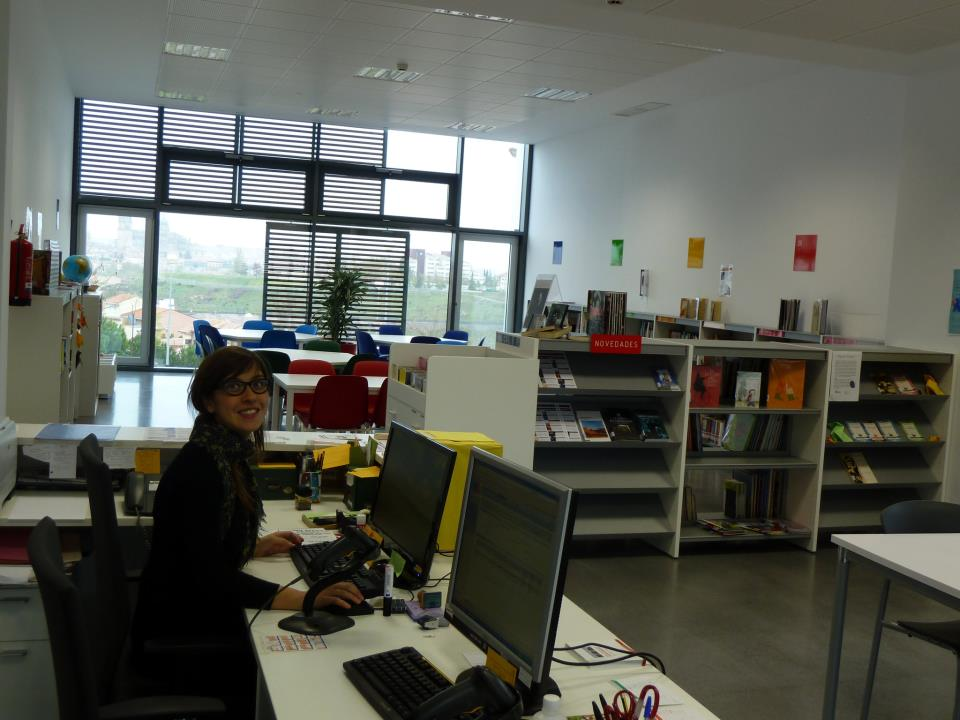
Biblioteca Municipal de Vistahermosa

En 2012 se inauguró la Biblioteca del Centro Cultural de Vistahermosa, y a finales de 2024 se inauguró la última biblioteca de la red hasta el momento, la Carmen Martín Gaite, en el barrio de Pizarrales.

## Actividades
Las Bibliotecas Municipales de Salamanca, organizan, trimestralmente, toda una serie de actividades dirigidas a propiciar el encuentro del libro con los lectores de todas las edades, a fomentar una lectura enriquecedora, creativa y placentera y desarrollar y ofrecer las Artes en todas sus expresiones: cine, teatro, conciertos, títeres, talleres de plástica,exposiciones, Ferias del Libro, etc. 
La Biblioteca Torrente Ballester ha sido galardonada con el premio Assitej 2012

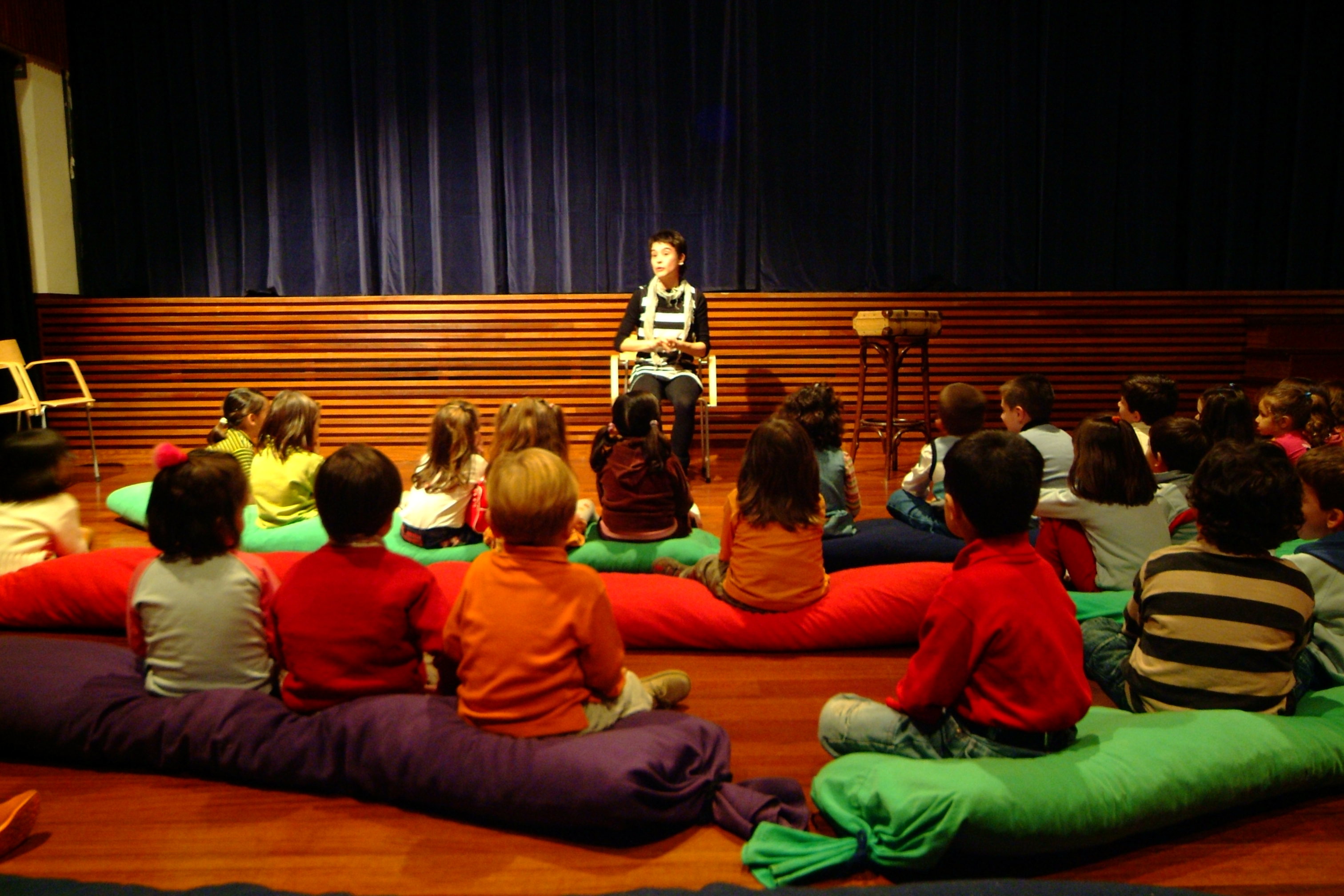
Sala de cuentacuentos Biblioteca Torrente Ballester

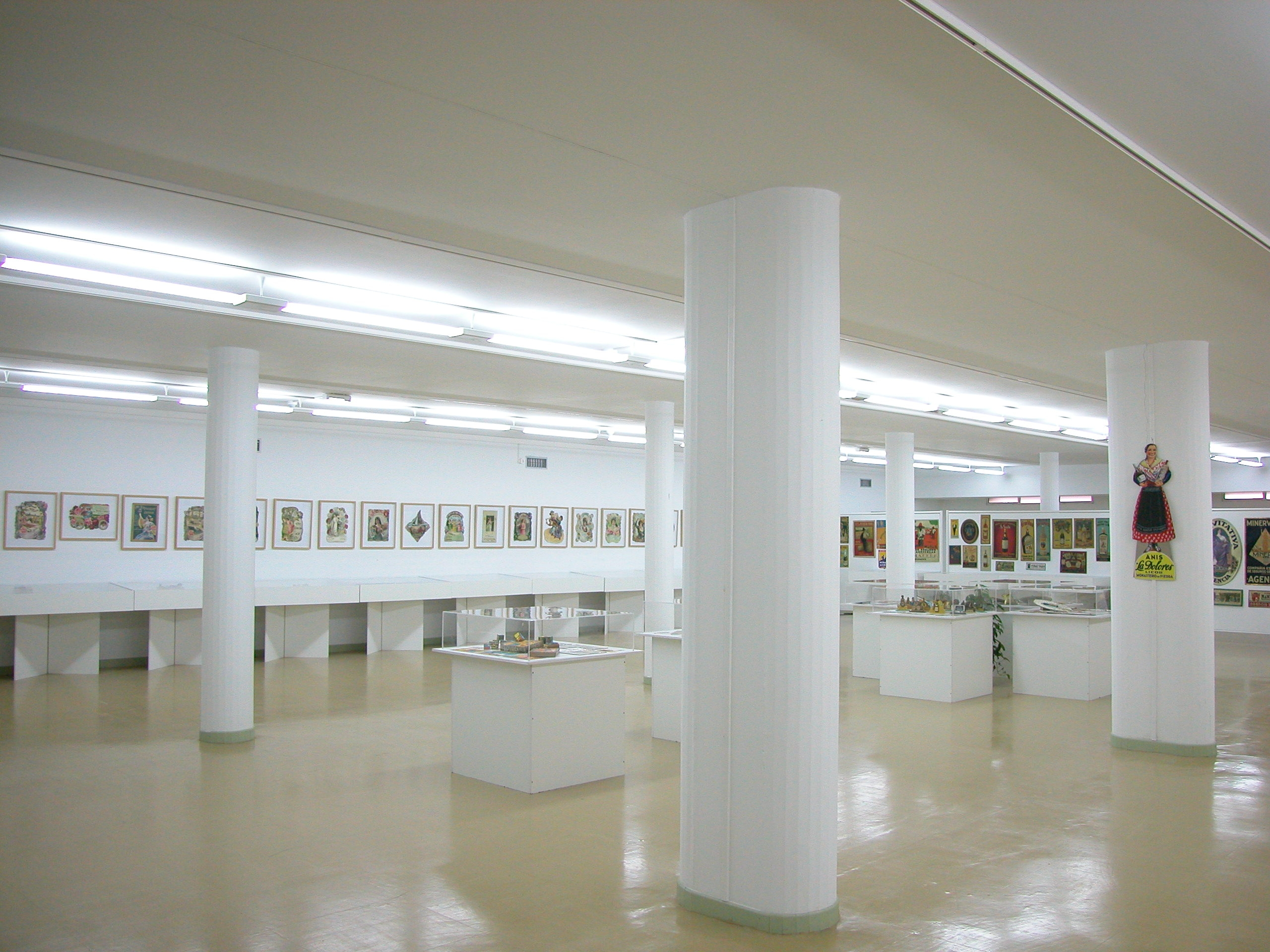
Sala de exposiciones Torrente Ballester

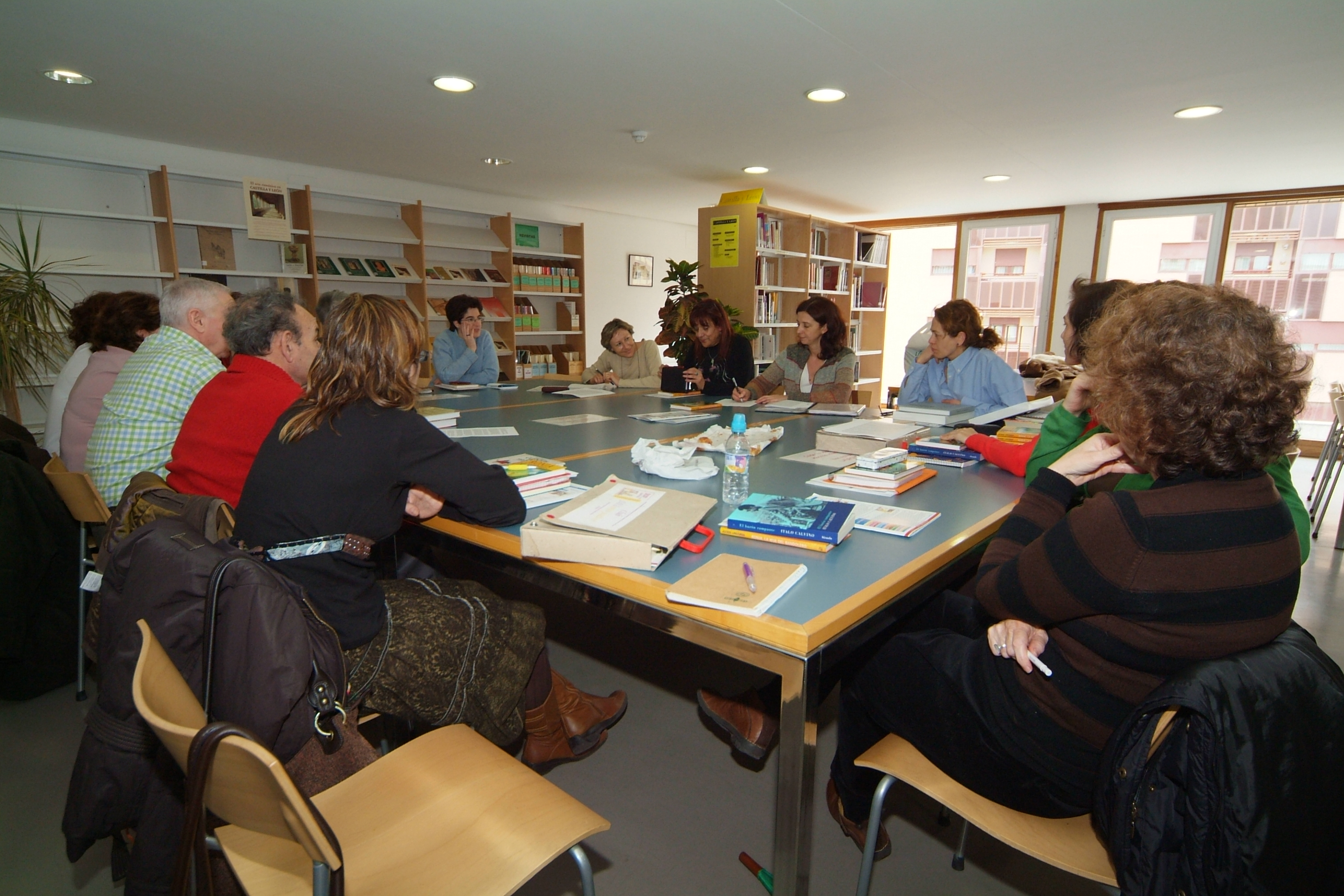
Club de lectura Torrente Ballester

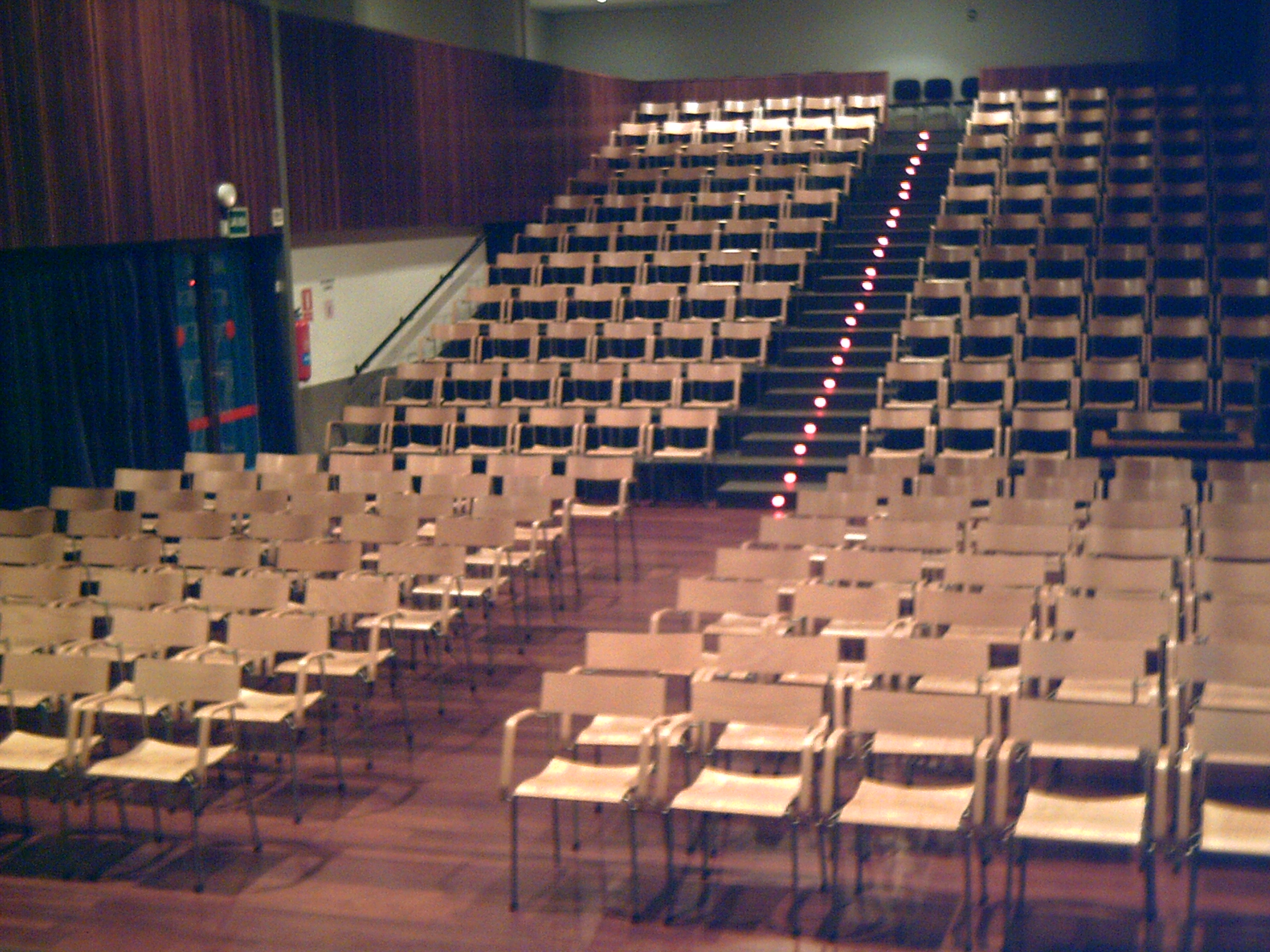
Teatro Biblioteca Torrente Ballester

por la atención cuidada a los lectores y espectadores de edad temprana; por divulgar y promover conocimientos en las relaciones entre padres e hijos; por su notable actividad en el ámbito de los Talleres de fomento a la lectura y Cuentacuentos;  y especialmente por su Actividad Teatral, a través de la programación estable de espectáculos para la infancia y la juventud

## Estructura
La Biblioteca Torrente Ballester es la cabecera de la Red. Las otras cuatro son Bibliotecas sucursales y se distribuyen estratégicamente por distintos barrios de la ciudad.
1. Biblioteca Torrente Ballester
2. Biblioteca Carmen Martín Gaite
3. Biblioteca Gabriel y Galán
4. Biblioteca del Centro Municipal Integrado Plaza de Trujillo
5. Biblioteca de La Vega
6. Biblioteca del Barrio Vidal
7. Biblioteca del Centro Cultural Vistahermosa

## Objetivos
La Red de Bibliotecas Municipales de Salamanca es un servicio público que tiene como misión facilitar y promover el acceso a la información, la educación, el ocio y la cultura, sin ningún tipo de discriminación.
Las bibliotecas pertenecientes a la red se plantean mejorar cada día la calidad de sus servicios y convertirse, además, en lugares de encuentro y espacios de comunicación y promoción del libro y la lectura.

## Servicios
1. Servicio de préstamo
2. Servicio de información y asesoramiento
3. Consulta y reproducción de documentos
4. Publicaciones
5. Formación de usuarios y visitas guiadas
6. Actividades culturales
7. Otros servicios

Acceso a Internet y Wi-Fi
Accesos adaptados para minusválidos
Préstamo interbibliotecario